# Bildtafel der Verkehrszeichen im Deutschen Reich von 1910 bis 1923

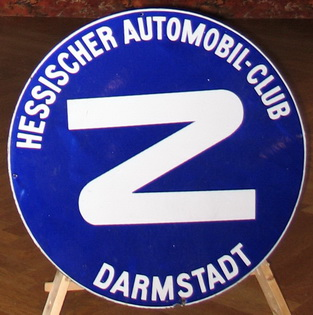
Warnungstafel „Kurve“ mit Werbung des Aufstellers dieses Schildes, dem Hessischen Automobil-Club

Die Bildtafel der Verkehrszeichen im Deutschen Reich von 1910 bis 1923 zeigt die Verkehrszeichen im Deutschen Reich während des Deutschen Kaiserreichs und der Weimarer Republik, wie sie durch das Internationale Abkommen über den Verkehr mit Kraftfahrzeugen vom 11. Oktober 1909 festgelegt worden sind. Die damals in Paris abgehaltene Konferenz brachte den ersten bedeutenden Zusammenschluss von Staaten, der auf den sich internationalisierenden Automobilverkehr mit vereinheitlichten Standards reagierte.
Die Mitgliedsstaaten verpflichteten sich darüber zu wachen, dass gefährliche Wegstellen mit den durch die Konferenz vorgeschriebenen Warnungstafeln gesichert würden. Abweichungen von diesen Zeichen waren nur durch gegenseitige Einvernahme der Mitgliedsstaaten möglich. Der Vertrag betonte, dass insbesondere die Anbringung von Schildern für Zollämter, Mautstellen und Steuerhebestellen frei gestattet sei. Die Ratifizierung erfolgte am 1. März 1910. Für die Aufstellung sollten die Automobilclubs und -vereine sorgen.
Die damals beschlossenen Sinnbilder waren wegweisend und sind teilweise bis heute in Gebrauch. Das Sinnbild für Kurve wurde in Westdeutschland erst ab 1971 durch eine neue Graphik ersetzt und das Sinnbild für Bahnübergang erst 2013 aus der Straßenverkehrsordnung gestrichen.

## Amtlich verordnete Tafeln
Warnungstafeln nach Anlage D zu § 8 des Internationalen Verkehrsabkommens von 1909

### Internationale Warnungstafeln

Querrinne
Kurve
Straßenkreuzung
Bahnübergang

Zeitgenössische Umsetzung der Tafel „Bahnübergang“

### Weitere staatlich verordnete Tafeln
Mit der ersten Novelle der Automobilverkehrversordnung vom 3. Februar 1910 wurden im ganzen Reich drei neue Tafeln in der Größe 0,50 × 0,50 Meter eingeführt: Kraftfahrzeuge 15 km, Verbot für Kraftwagen und Motorräder, Verbot für Kraftwagen, offen für Motorräder. Im Jahr 1910 wurde gesetzlich geregelt, dass Kraftwagen ihre Fahrgeschwindigkeiten innerhalb von Ortschaften nicht mehr unter 15 km/h drosseln mussten. Lediglich für Fahrzeuge über 5,5 Tonnen konnten lokale Polizeibehörden niedrigere innerörtliche Geschwindigkeiten vorschreiben. Die Blau- und Gelbtöne sowie die Typographie der Zeichen waren nicht vereinheitlicht und wichen teils deutlich voneinander ab. Auch die Texte auf den Tafeln konnten trotz offizieller Vorgaben abweichend ausgeführt sein.

Kraftfahrzeuge 15 km
Verbot für Kraftfahrzeuge und Motorräder
Verbot für Kraftfahrzeuge, offen für Motorräder

## Später hinzugefügte Tafeln
Auf Basis der in der Novelle von 1910 verordneten Tafeln erschienen kurze Zeit später folgende Zeichen. Im Jahr 1919 wurde festgestellt, dass gummibereifte Lastwagen mit Verbrennungsmotoren eine Höchstgeschwindigkeit von 15 bis 16 km/h nicht überschreiten sollten. Für LKW als Zugwagen waren 12 bis 14 km/h anzuvisieren. Für gummibereifte Lastwagen mit Elektroantrieb hatte die Praxis im gleichen Jahr ergeben, dass eine Höchstgeschwindigkeit von 18 km/h realistisch war. Die unten gezeigte Geschwindigkeitsbegrenzung für Lastwagen war eine lokal eingesetzte Variante der offiziellen, schwarz-blauen Geschwindigkeitstafeln.

Kraftfahrzeuge 30 km/h Höchstgeschwindigkeit
Lastwagen 10 km/h Höchstgeschwindigkeit

## Weitere, teils regional verbreitete Tafeln
Viele frühe Verkehrszeichen wurden auf private oder wirtschaftliche Initiative hin aufgestellt. So begannen 1912 der ADAC und in dieser Zeitphase auch der AvD damit, Ortstafeln und Wegweiser aufzustellen. Zur Beteiligung an der Finanzierung dieser Schilder konnten die Unternehmen Dunlop und die Continental-Caoutchouc- und Gutta-Percha Compagnie gewonnen werden. Die Wegweisertafeln von Continental bestanden aus zweiteiligen Tafeln, die rund fünf Meter über dem Straßenniveau an Hauswänden entweder nebeneinander oder untereinander angebracht wurden. Jede der Tafeln war rund einen halben Meter hoch und ungefähr einen Meter breit. Bekannt ist auch ein Exemplar im Format 60 × 30 cm. Stahlblech emailliert, Eigentumsvermerk der Continental AG. Der ebenfalls emaillierte Pfeil ist angeschraubt und optional auch in andere Richtung weisend montierbar.
Das eigentliche Wegweisertafel war von roter Farbe. Die Buchstaben mit dem Zielort und der Pfeil darunter waren weiß. Die Umrandung der Wegweisertafel wurde in gelber Farbe ausgeführt. Die zweite Tafel, die dazugehörte, war als direkte Werbung für Continental gedacht. Sie trug die Aufschrift des Unternehmens und war blau und weiß gehalten. Neben diesen deutschlandweit tätigen Clubs stellten auch regionale Verbindungen wie der Bayerische Automobil-Club Warnungstafeln auf.

Ortstafel des Allgemeinen Deutschen Automobil-Clubs mit Hinweis auf umsichtiges Fahren

Viele Bereiche, darunter die Verkehrssicherheit sowie Umwelt- und Gesundheitsbelastung, die heute durch eine entsprechende Beschilderung geregelt werden, waren bereits vor dem Ersten Weltkrieg Themen in Reichstagssitzungen. So stellte der Zentrumspolitiker Michael Krings im März 1912 eine Anfrage zur gesundheitsgefährdenden Staubbelästigung durch den Bahn- und Autoverkehr. Der damalige Direktor im Reichsamt des Inneren Theodor Lewald antwortete auf die Frage, dass die Hauptursache die schlechten deutschen Straßenverhältnisse seien und durch Baumaßnahmen eine Verbesserung erzielt werden könne. Außerdem wolle er bei einem der nächsten internationalen Verkehrskongresse eine Diskussion anstoßen, um dieses Thema zu erörtern. Lewald überzeugte sich selbst im September 1912 bei einem Besuch in England von dem sehr positiven Ergebnis geteerter Straßen: „Das ist etwas, was man in Deutschland allerdings absolut nicht kennt.“ Im Februar 1914 verwies Lewald daher mit Blick auf England darauf, dass eine Teerung der Straßen volle Abhilfe zum Thema der Staubentwicklung schaffe. Ein 1912 von der Regierung in Auftrag gegebenes Gutachten zur Staubbelastung, das die Kaiserliche Biologische Anstalt für Land- und Forstwirtschaft erstellte, beschäftigte sich mit dem Thema, ob eine Teerung der Landstraßen unmittelbare Schäden auf die angrenzenden natur- und landwirtschaftlich genutzten Räume wie Baumalleen und Felder bewirken könne. Die 1913 veröffentlichten Ergebnisse zeigten, dass keinerlei zusätzliche Belastungen durch den Teerstaub für Bäume und Landwirtschaft zu erwarten wären. Durch den Beginn des Ersten Weltkriegs wurde jeder weitere straßenbautechnische Fortschritt verhindert. Lokale Polizeibehörden reagierten bis 1914 mit der Aufstellung von Schildern zur Geschwindigkeitsbegrenzung auf dieses Thema.

## Prellsteine
Im Jahre 1914 wurden Prellsteine folgendermaßen beschrieben: Die rechteckigen Werkstücke sind insgesamt 1,20 Meter hoch und besitzen einen quadratischen Grundriß von 0,20 x 0,20 Metern. Die Steine sind weiß zu streichen, ihre Köpfe schwarz zu teeren, damit sie auch im Winter sichtbar bleiben.

## Warnungstafeln für Wegübergänge
In Preußen und Hessen waren vor dem Ersten Weltkrieg drei Warnungstafeln vorgeschrieben, die von der Preußisch-Hessischen Eisenbahngemeinschaft an Wegübergängen mit und ohne Schranken angebracht werden mussten. Die Schrift war erhaben auszuführen. Diese Tafeln blieben auch nach 1918 in den ursprünglichen Bemessungen erhalten. Nach Gründung der Deutschen Reichseisenbahnen ab 1. April 1920 wurden die Tafeln reichsweit gültig.

Warnungstafel für Wegübergänge mit Schranken, wie sie in der typographischen Ausführung ab 1906 eingesetzt wurde
Warnungstafel für Wegübergänge ohne Schranken, wie sie in der typographischen Ausführung ab 1906 eingesetzt wurde
Warnungstafel für Wegübergänge an Nebenbahnen mit ständigem selbsttätigem Läutewerk, wie sie in der typographischen Ausführung ab 1906 eingesetzt wurde